# Cees Dekkers
Cornelis Martinus Dekkers (Breda, 26 januari 1919 - Gilze, 1 juni 1944) was Engelandvaarder en geheim agent. Hij werd Cees genoemd.
Cees Dekkers werd in Breda geboren, als zoon van NS-medewerker Cornelis Dekkers (1885-1962) en Theodora Trouw (1896-1995), maar toen hij acht jaar was verhuisden zijn ouders naar Roosendaal. Daar volgde hij de Middelbare Handelsdagschool aan het Norbertuslyceum.
Op 20 mei 1940 werd Dekkers gedemobiliseerd als dienstplichtig sergeant-administrateur te Middelburg. Hij vertrok meteen uit Nederland en bereikte via Zwitserland, Frankrijk, Spanje en Canada ten slotte zijn doel: Engeland. Hij kreeg bij de SOE een opleiding tot geheim agent. Hij gebruikte onder meer de naam Kees van Duin. Zijn expertise was het saboteren van treinrails.
In de nacht van 31 mei op 1 juni 1944 werden Cees Dekkers en Gerrit Jan Kuenen naar bezet Nederland gestuurd. Hun vliegtuig, een Hudson mark III, serienummer V.9155 met de code MA.Q (Queenie), van 161 Special Duties Squadron steeg om 23u34 op vanaf vliegvled RAF Tempsford en werd om 1u20 bij Gilze-Rijen door de flak van de nachtjagersbasis, waar zij door een navigatiefout overheen gevlogen waren, neergeschoten.
In 1943 ontving Dekkers van hare majesteit koningin Wilhelmina het Kruis van Verdienste voor zijn Engelandvaart.
Cees Dekkers is begraven op de R.K. begraafplaats in Roosendaal.